# Головоломка (жанр компьютерных игр)

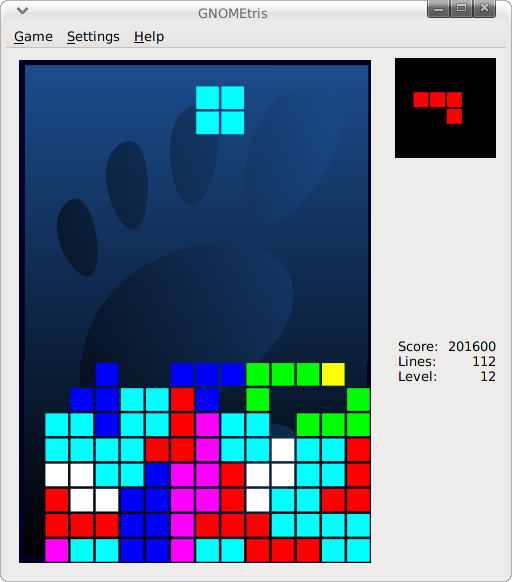
Игра Тетрис — одна из самых известных головоломок

Головоломка (англ. puzzle) — название жанра компьютерных игр, целью которых является решение логических задач, требующих от игрока задействования логики, стратегии и интуиции.

## История развития
Предтечей жанра являлись настольные, графические и механические головоломки — от кроссвордов до кубика Рубика. Эти головоломки требовали от игрока логики и ловкости в решении, которые также стали играть важную роль в прототипах жанра, таких, как Q*bert и Boulder Dash. Эталоном же жанра стала игра Тетрис, появившаяся в 1985 году и сочетавшая в себе простой и захватывающий игровой процесс.
В начале 1990-х годов такие игры, как Lemmings и The Lost Vikings, оживили жанр головоломок. Появление трёхмерной графики способствовало развитию головоломок на игровых приставках. Относительно дешёвые для производства игры нашли свою нишу на портативных игровых системах.
Вышедшая в 2016 году игра The Witness удачно интегрировала одну головоломку (с множеством вариаций) в открытый мир. Игра чрезвычайно требовательна, как для головоломки (на 4 гигабайтах памяти слишком часто уходила в подкачку), но за неделю отбила вложенные в неё миллионы[значимость факта?].

## Разновидности

### Традиционная головоломка

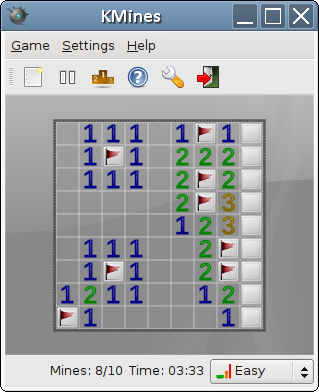
Игра Сапёр

В играх этого поджанра повторяется геймплей обычных игр-головоломок: пасьянсов, маджонга, пятнашек и т. д. (возможно, с чисто компьютерными дополнениями вроде ограничения по времени).
В некоторых головоломках игроку даются случайные блоки или кусочки, которые требуется собрать в определённой последовательности и форме. К таким играм относятся Тетрис, Klax, Lumines. При этом Тетрис породил множество продолжений, вариаций и клонов с участием «падающих блоков». Некоторые из таких головоломок имеют режим игры, обратный принципу Тетриса: так, например, в Tetrisphere и Tetris Attack, игрок должен очистить площадь от деталей за ограниченное количество ходов.
Ещё одним представителем жанра является созданная в 1980 году Хироюки Имабаяси игра Sokoban, в которой игрок передвигает ящики по лабиринту с целью поставить их на заданные конечные позиции.
Многие квесты и экшен-адвенчуры содержат в себе элементы головоломки. К примеру, Resident Evil, Silent Hill, LittleBigPlanet и серия игр The Legend of Zelda.
Обычно головоломки не вызывают сложностей для распространения и адаптации, их можно встретить на аркадных автоматах, игровых приставках, карманных компьютерах, мобильных телефонах.

### Физическая головоломка
Такие игры появились в начале 1990-х годов, когда компьютеры стали достаточно мощными, чтобы просчитывать поведение сталкивающихся объектов сложной формы, провисающих верёвок и т. д. Одна из первых игр такого типа — The Incredible Machine. Новое рождение жанр получил вместе с сенсорными телефонами. Наиболее известная физическая головоломка новой волны — Angry Birds. К физическим головоломкам иногда относят игры Portal, The Ball.
Игры-головоломки часто настолько труднопонимаемы, что термин иногда используется для общего обозначения игр с необычным, не поддающимся описанию игровым процессом, как, например, в играх Every Extend Extra, Braid.